# Salem (New Hampshire)
Pour les articles homonymes, voir Salem.
Salem est une ville de l'État du New Hampshire, aux États-Unis, peuplée de 28 776 habitants. Située sur les bords du fleuve Merrimack dans le comté de Rockingham, Salem constitue une banlieue de Boston, à laquelle elle est reliée entre autres par l'Interstate 93, et fait partie de la région urbaine du Grand Boston. La ville a accueilli des milliers de Canadiens-Français venus travailler dans les usines de textile entre la fin des années 1800 et la première moitié des années 1900. La communauté franco-canadienne reste toujours significative dans l'environnement de la ville, bien que peu de résidents parlent encore français.

## Histoire
La ville fut fondée en 1652. À compter de 1736, elle constitue la paroisse du nord de Methuen, Massachusetts. En 1741, quand la ligne de démarcation fut établie entre le Massachusetts et le New Hampshire, la paroisse du nord reçut le nom de Salem d'après la ville homonyme du Massachusetts. Elle fut incorporée par le gouverneur de l'État Benning Wentworth en 1750.

## Éducation
Salem ville abrite le campus de l'American College of History and Legal Studies.

## Personnes notables
- John E. Sununu, Sénateur et congressiste.
- John H. Sununu, 75e Gouverneur du New Hampshire et chef de cabinet de la Maison-Blanche sous George H. W. Bush.

## Points d'intérêt
- Canobie Lake Park
- Stonehenge américain